# Загорські штруклі
Заго́рські штру́клі (хорв. Zagorski štrukli) — популярна традиційна хорватська страва, яка походить з Хорватського Загір'я і Загреба на півночі країни. Популярність штруклів серед місцевого населення переросла межі Крапинсько-Загорської і Вараждінської жупаній, і тому їх сьогодні часто готують з метою представлення хорватської гастрономії в світі. Це випічка з тіста з сиром і яйцями, яка поливається вершковим маслом, вершками або соусом. Цю дуже ніжну страву потрібно їсти виделкою. Вона тісно пов'язана з традиційною словенською стравою (словен. Štruklji).

## Приготування
Штруклі можна приготувати двома способами: шляхом варіння і випікання. Тісто, наповнене коров'ячим сиром, використовується в обох методах, але в той час як варені в підсоленій воді штрукли можна полити розтопленим жиром і посипати підсмаженими хлібними крихтами або подати в ароматному супі, запечені штруклы перед термічною обробкою додатково поливають вершками.
Для приготування штруклів необхідно замісити тісто з борошна, солі, одного яйця, теплої води, додати оцту і масла, дати трохи полежати, потім добре розкачати його і наповнити сумішшю коров'ячого сиру, солі, яєць і сметани з додаванням цукру для солодких штруклів. Наповнене тісто швидко замотують за допомогою скатертини, а потім розділяють на подушечки, які потім готують обраним способом.

## Культурна спадщина
У 2007 році загорські штруклі були додані до списку нематеріальної культурної спадщини Хорватії, яку підтримує Міністерство культури Хорватії.
В містечку Кумровець з 2009 року проводиться Штрукліяда, спеціальний захід, організований з метою просування та збереження традиційного методу приготування штруклів, яке з року в рік приваблює все більше місцевих мешканців і зарубіжних гостей.